# Battaglia di Aizu
La battaglia di Aizu (会津戦争?, Aizu sensō) è stata combattuta nel Giappone settentrionale nell'autunno del 1868, e fece parte della guerra Boshin.

## Storia
Il dominio di Aizu era conosciuto per le sue abilità militari, riuscendo a mantenere durante il conflitto un esercito composto da più di 5000 soldati. Venne molto spesso schierato per operazioni di sicurezza ai margini settentrionali del Paese, così a nord da raggiungere il sud del Sachalin. Durante il periodo immediatamente precedente, durante, e successivo l'arrivo del Commodoro Perry, Aizu partecipò anche alle operazioni di sicurezza intorno alla baia di Edo.
Durante il comando di Matsudaira Katamori, il dominio schierò un gran numero di truppe a Kyoto, dove Katamori servì come shugoshoku. Guadagnanodosi l'odio del dominio di Chōshū e alienando il suo alleato, il dominio di Satsuma, Katamori si ritirò, assieme allo shōgun Tokugawa Yoshinobu, nel 1868.
Sebbene la corte imperiale controllata sia dai Satsuma sia dai Chōshū, successivamente alle dimissioni di Yoshinobu, avesse chiesto la condanna di Katamori e Aizu come "nemici della corte", dovette soffrire molto per chiedere perdono, acconsentendo alla fine di dichiarare uno scontro alla fine del 1868, durante la guerra Boshin. Nonostante le truppe di Aizu avessero lottato con il massimo delle loro forze assieme all'Ōuetsu Reppan Dōmei, vennero infine abbandonate (dopo le ingenti perdite subite nella battaglia del passo di Bonari) dalle forze del precedente bakufu sotto Ōtori Keisuke. Aizu, rimasto da solo nella battaglia, ebbe le sue forze assediate al castello Tsuruga, la sede del dominio di Aizu, nell'ottobre del 1868. Questo fu l'inizio di un lungo assedio durato circa un mese.
Un gruppo che si separò dai Byakkotai ("Corpo della Tigre Bianca"), giovani samurai prevalentemente adolescenti, divenne famoso per aver commesso il seppuku, una forma di suicidio rituale, sul monte Iimori, prospiciente il castello. A causa del fumo proveniente dalla città castello in fiamme, che era tra i samurai e il vero e proprio castello, loro pensarono erroneamente che il castello fosse ormai caduto. La loro storia divenne di dominio pubblico tramite la testimonianza dell'unico ragazzo che fallì nel suicidio: Iinuma Sadakichi.
Un'unità dei Shinsengumi era presente nella battaglia, sotto il comando di Saitō Hajime.
Dopo un mese di assedio, gli ufficiali di Aizu decisero di arrendersi, attraverso la mediazione del loro vicino dominio di Yonezawa. Molto dopo, Matsudaira Katamori, suo figlio Nobunori, e i più anziani servitori precedettero i comandanti imperiali in persona, e offrirono la loro resa incondizionata. I samurai vennero portati nei campi per prigionieri di guerra, e il dominio di Aizu, nato a metà del XVII secolo, cessò di esistere.

## Galleria d'immagini

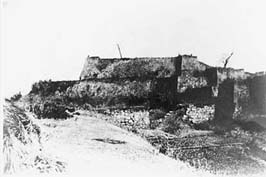
Il castello bruciato di Shirakawa-Komine, durante la battaglia di Aizu.
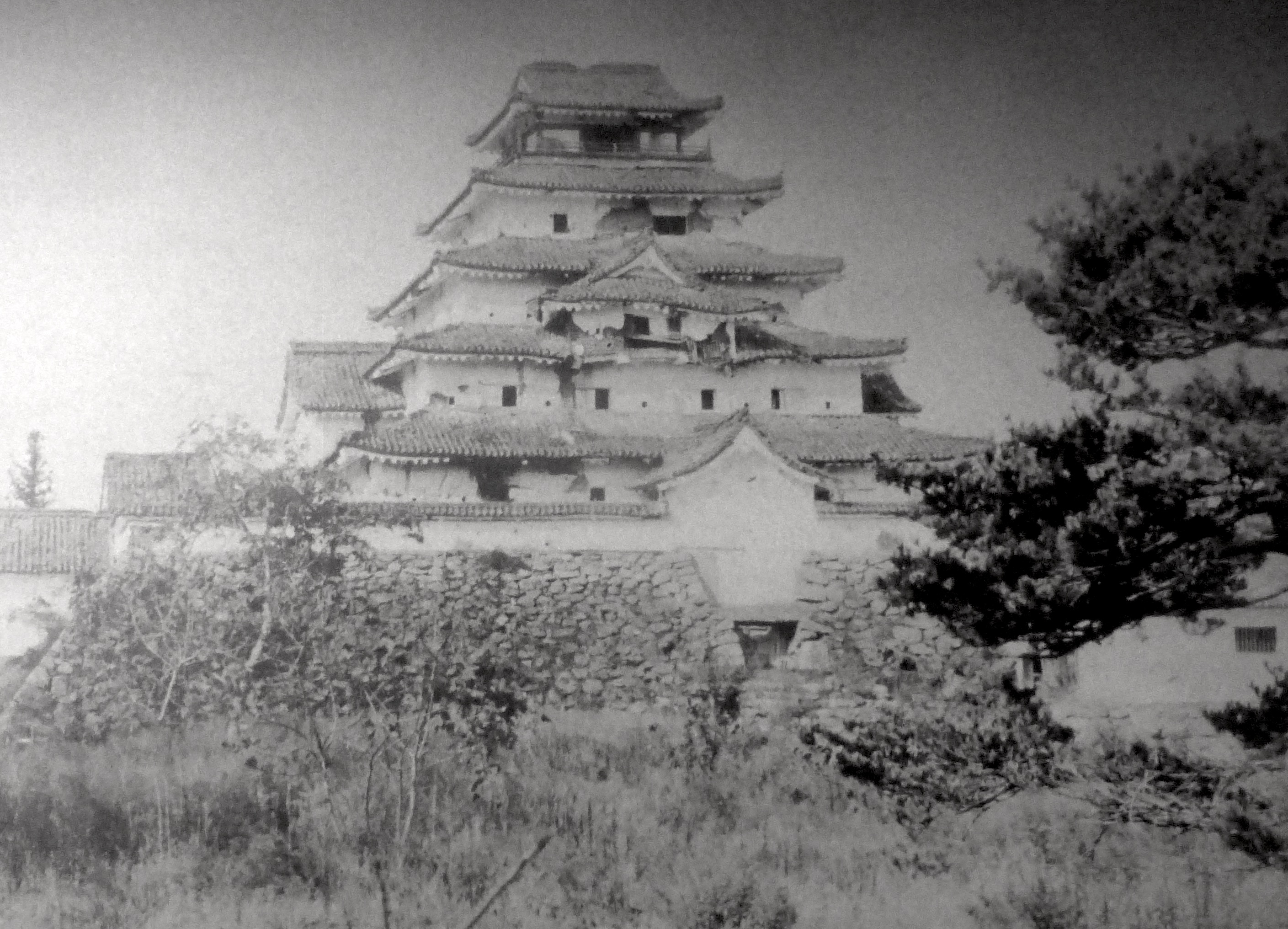
Il castello danneggiato di Aizu-Wakamatsu subito dopo la battaglia di Aizu.
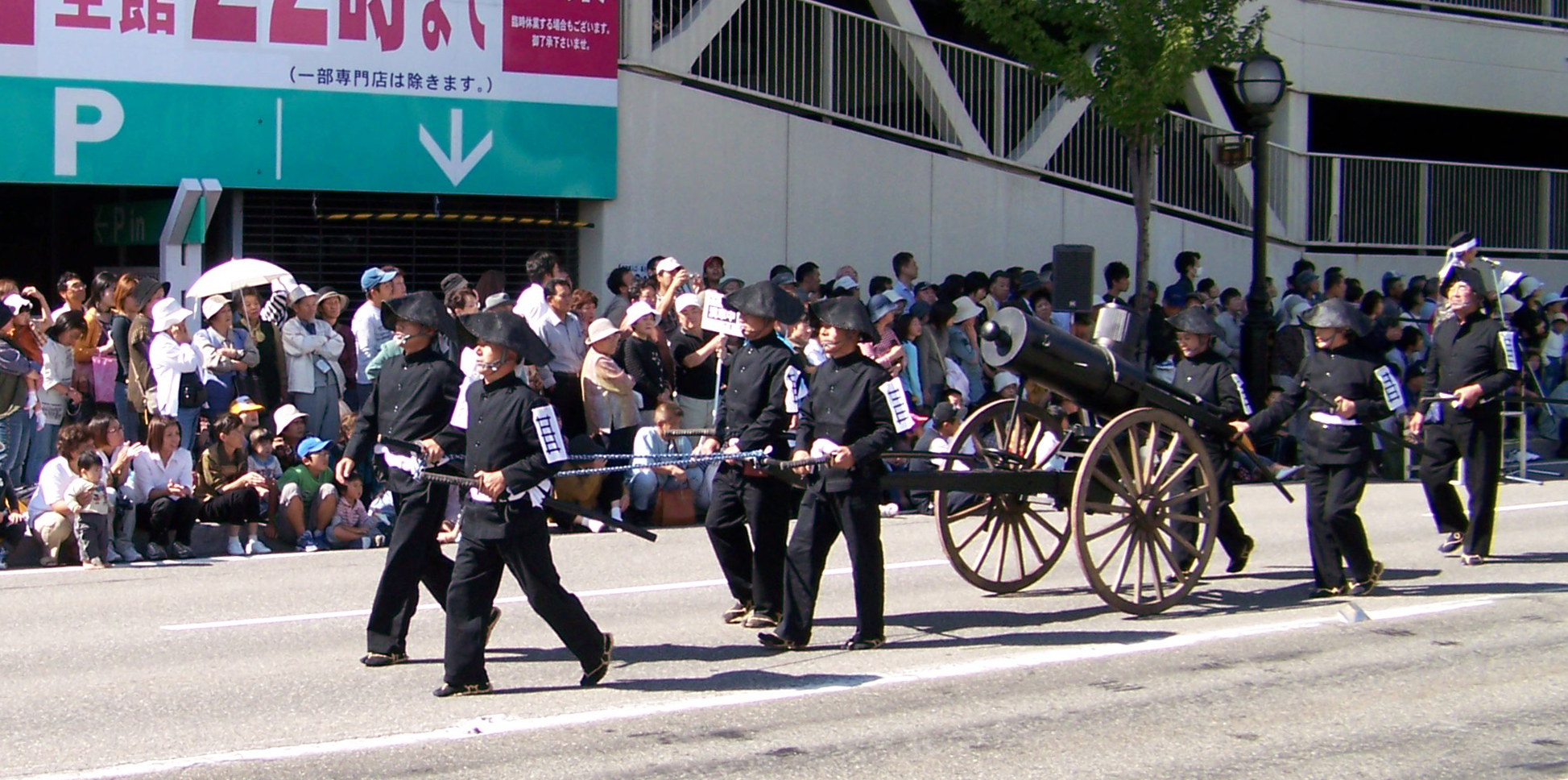
Rievocazione storica dei cannonieri Aizu durante la guerra Boshin.
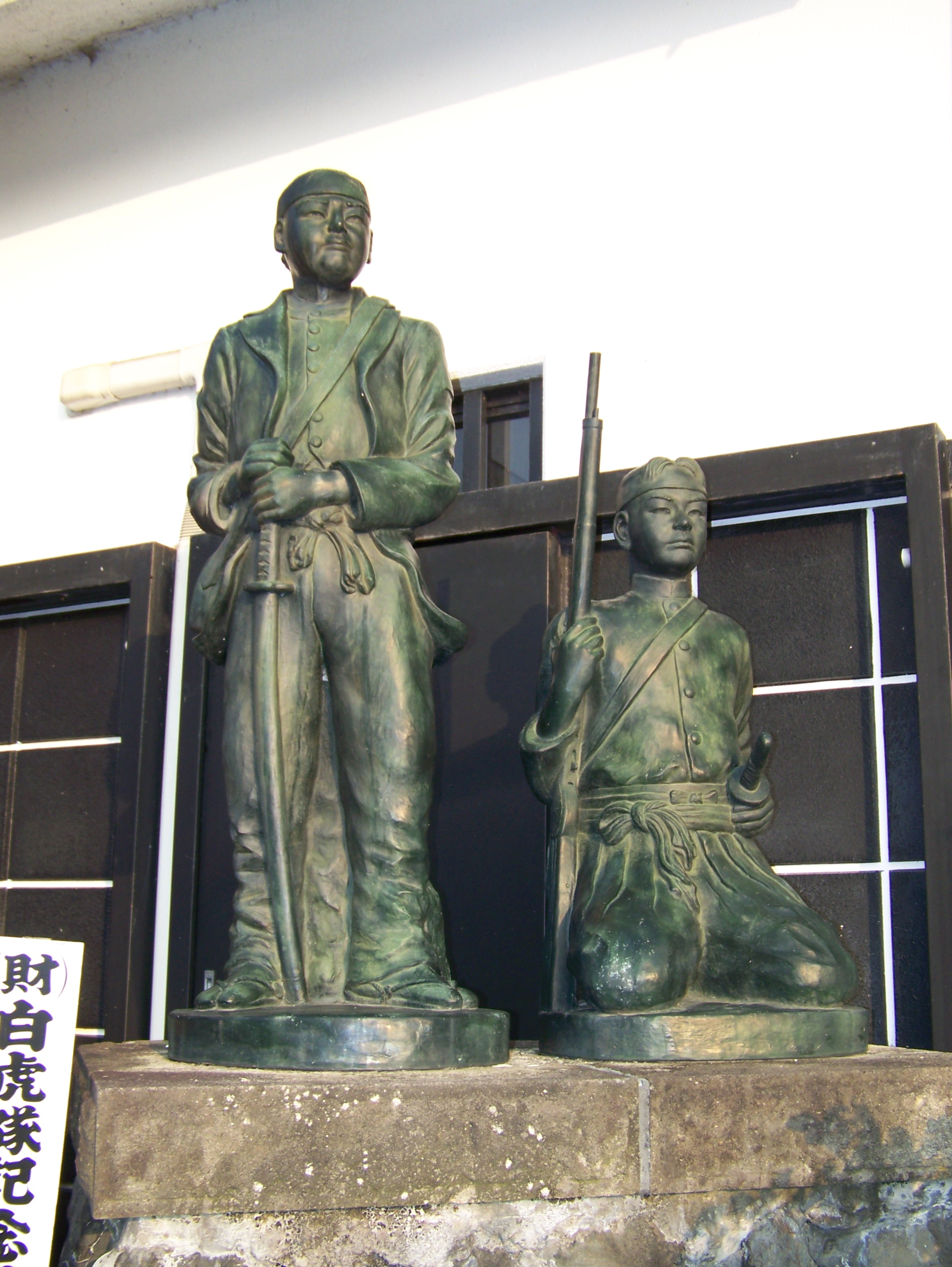
Guerrieri Byakkotai.
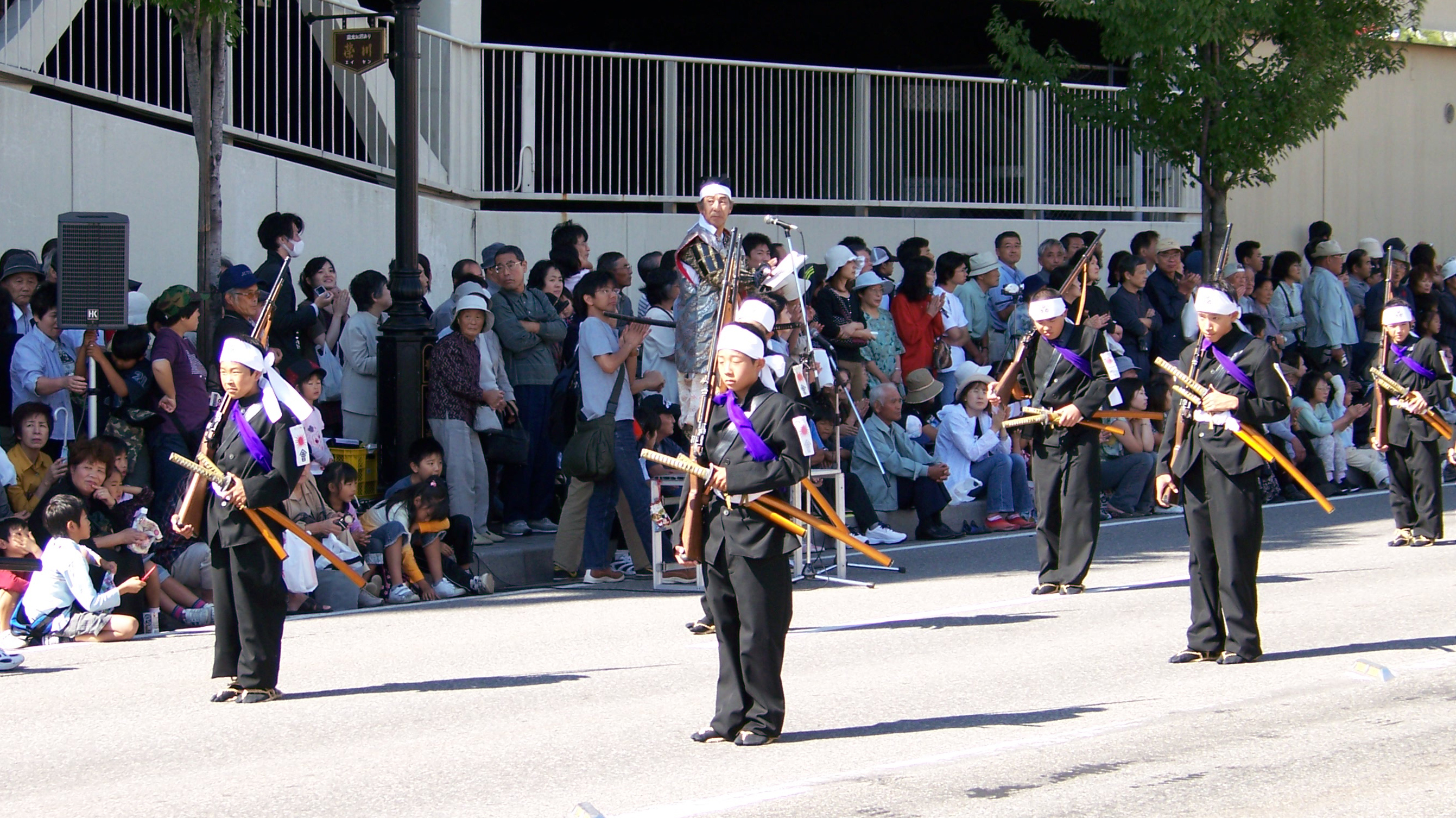
Rievocazione storica dei giovani guerrieri Aizu durante la guerra Boshin.